# Alosa braschnikowi
Alosa braschnikowi es una especie de pez de la familia Clupeidae en el orden de los Clupeiformes.

## Morfología
Los machos pueden alcanzar 50 cm de longitud total.
- Dientes bien desarrolladas en ambas  mandíbulas.[1][2]

## Alimentación
Come clupéidos pequeños, crustáceos y, de vez en cuando, insectos y moluscos.

## Distribución geográfica
Se encuentra en el mar Caspio.